# Электронная крышка-биде
Электронные крышки-биде — многофункциональные устройства, предназначенные для подмывания после мочеиспускания или дефекации. Устанавливаются на унитаз при отсутствии возможности размещения стандартного биде.

## История
Первые крышки-биде появились в середине XX века. Они представляли собой обычное съемное сидение для унитаза, оснащенное форсункой для подачи воды. Поначалу эти устройства были предназначены для тяжелых пациентов, которые не могли пользоваться туалетной бумагой или самостоятельно подмываться.

### История создания

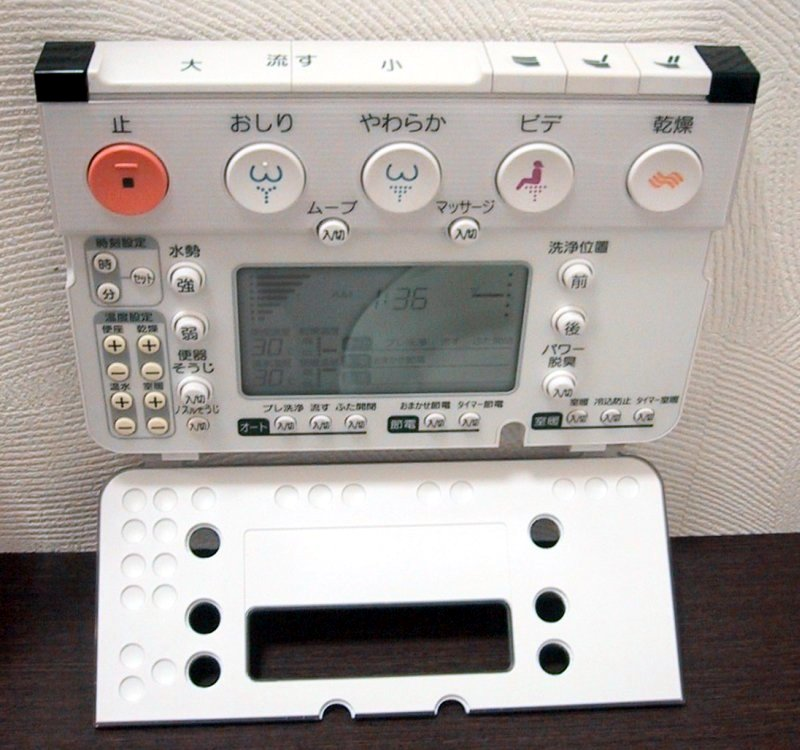
Панель управления электронного унитаза Toto (Япония)

Одними из первых крышки-биде на рынок стали выпускать японские и южнокорейские производители. В 1960-х годах потребителю были впервые представлены модели, оснащенные системой сушки, а также с функцией подогрева сидений.
В 1980-х годах крышки-биде были усовершенствованы. Помимо стандартной функции ополаскивания струей воды, появились такие функции, как:
- электронное управление
- подогрев воды
- сушка феном
- дезодорация воздуха
- ионизация
- музыкальное сопровождение

В 2012 году на рынке появились первые нанобиде с антибактериальным покрытием сиденья и форсунки. В состав материала, из которого изготовлено пластиковое сидение и форсунки, подающие воду, вкраплены нано-частицы серебра, обладающие обеззараживающим свойством. На российском рынке нанобиде появилось в 2013 году.